# Gonatocerus udakamundus
Gonatocerus udakamundus är en stekelart som beskrevs av Mani och Saraswat 1973. Gonatocerus udakamundus ingår i släktet Gonatocerus och familjen dvärgsteklar. Inga underarter finns listade i Catalogue of Life.